# 타마니니 네네
타마니니 마누엘 고메스 바티스타(포르투갈어: Tamagnini Manuel Gomes Batista, 1949년 11월 20일 ~ )는 흔히 네네(포르투갈어: Nené)로 알려진 포르투갈의 전 축구 선수로 선수 시절 포지션은 스트라이커였다.
그는 모든 선수 생활을 SL 벤피카에서 보냈으며, 그동안 600경기에 달하는 공식 경기에 출전하며 19개의 주요 타이틀을 차지하였는데, 이는 2017년 루이장이 뛰어넘기 전까지 최다 우승 기록이었다.

## 같이 보기
- 원클럽맨 명단